# Chhaling
Chhaling (nep. छालिङ) – gaun wikas samiti w środkowej części Nepalu w strefie Bagmati w dystrykcie Bhaktapur. Według nepalskiego spisu powszechnego z 2001 roku liczył on 1491 gospodarstw domowych i 7674 mieszkańców (3954 kobiet i 3720 mężczyzn).